# Heinrich Süßenguth
Heinrich Süßenguth (* 25. Oktober 1819 in Lobenstein; † 21. Oktober 1871 ebenda) war ein deutscher Richter und Politiker in Thüringen.

## Leben
Süßenguth war der Sohn des Tuchmacherfabrikanten Christian Friedrich Süßenguth in Lobenstein und dessen Ehefrau Marie Friederike geb. Täubner. Reichard, der evangelisch-lutherischer Konfession war, heiratete am 25. April 1848 in Lobenstein Julie Louise Ida Wilhelmine von Püttner (* 31. Mai 1823 in Lobenstein; † 20. August 1898 ebenda), die Tochter des Kaufmanns Gottlob von Püttner.
Süßenguth besuchte das Rutheneum in Gera und legte dort 1840 das Abitur ab. Danach studierte er an der Universität Jena Staats- und Rechtswissenschaft. 1841 wurde er im Corps Guestphalia Jena recipiert. Er wurde Rechtskandidat und 1844 Notar für Reuß jüngerer Linie. Daneben war er Herausgeber des Lobensteiner Wochenblatts. Vom 29. September 1853 bis zum 17. Juni 1854 und vom 1. Oktober 1857 bis zum 17. Dezember 1862 war er Mitglied im Landtag Reuß jüngerer Linie. Im Landtag war er 1857–1860 und 1862 Vizepräsident.